# NGC 6354
NGC 6354 је четворострука звезда у сазвежђу Шкорпија која се налази на NGC листи објеката дубоког неба.
Деклинација објекта је - 38° 32' 30" а ректасцензија 17h 24m 34,0s. Привидна величина (магнитуда) објекта NGC 6354 износи 7,8. NGC 6354 је још познат и под ознакама ESO 333-**8, ""trapez"".